# Stojeszyn Pierwszy
Stojeszyn Pierwszy is een dorp in het Poolse woiwodschap Lublin, in het district Janowski. De plaats maakt deel uit van de gemeente Modliborzyce.

## Bekende inwoner
- Alicja Tracz - winnaar van Poolse talentenshows en deelneemster Junior Eurovisiesongfestival 2020.